# Mayid Derajshaní

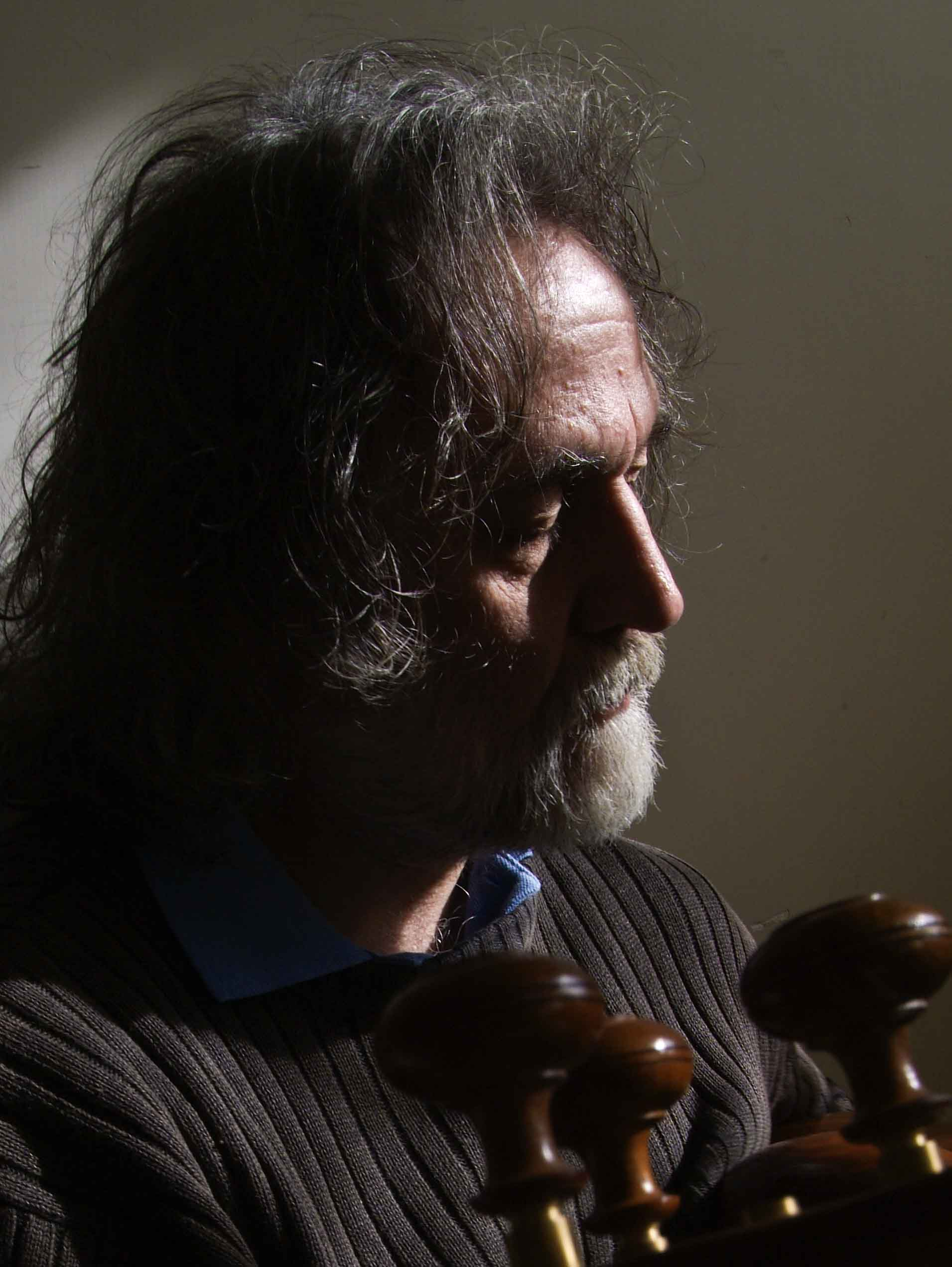
Majid Derajshaní en 2006

Mayid Derajshaní, transcrito también Majid Derakhshani (en persa, مجید درخشانی) es un músico iraní, compositor y reconocido maestro ("ostâd") ejecutante de tar nacido en 1956. 

## Trayectoria artística
Nacido en el seno de una familia de artistas de la ciudad de Sangsar (provincia de Semnán), se inició desde la adolescencia en el aprendizaje de la música, que lo llevó a cursar estudios musicales académicos en la Facultad de Bellas Artes de la Universidad de Teherán, especializándose en composición e instrumentos de cuerda, en especial tar y setar, bajo la tutela del reconocido maestro Mohammad Reza Lotfí, al tiempo que compaginaba dichos estudios con el aprendizaje del radif (repertorio tradicional de la música culta persa). 
A finales de la década de los 70, integró el grupo musical de Lotfí (Sheydá), y tras la revolución iraní de 1979 pasó a formar parte del grupo Chavosh, con el que en aquellos principios de los años 80 publicó discos que marcarían el posterior desarrollo de la música iraní, como Baccehâ Bahâr (Niños Primavera, بچه‌ها بهار) junto a Hosein Alizadé o Qâsedak (Diente de león, قاصدک), con el poeta Mehdí Ajavan-e Salés
.
En 1984 emigró a la ciudad alemana de Colonia, donde en 1991 fundó el centro Nawa Musikzentrum, pionero en la difusión internacional de la música iraní, que consiguió desarrollar sus actividades culturales durante doce años. En Alemania, Derajshaní publicó álbumes relevantes como Nasim-e Sobhdam (Brisa de la mañana, نسیم صبح‌دم), Gomgashté (Extraviado, گمگشته), Neyriz (نیریز)... Y tras el cierre del Centro Musical Nawa emprendió distintos proyectos musicales experimentales con jóvenes instrumentistas, de fusión entre instrumentos de Irán y otros países
.
La colaboración con el maestro del âvâz (canto tradicional persa, آواز) Mohammad Reza Shayarián en la grabación del disco Dar Jiâl (در خیال), como compositor e intérprete de tar, supuso en 1996 la consagración de Derajshaní como maestro.
En 2005, Derajshaní regresó a Irán, donde reunió a una treintena de músicos, nuevamente de la joven generación, para conformar el grupo Jorshid (Sol, خورشید), con el que organizaría conciertos por todo el país, además de girar por China y Francia. Al margen de la dirección de ese grupo publicó tras su regreso a Irán distintos discos de valor, como Man Tarab-am ("Yo soy alegría", من طربم) y Bidârdelân ("Corazón despierto", بیداردلان). 
A partir de 2006, comenzó además a acompañar a Mohammad Rezâ Shayarián en sus giras por Irán, Europa y los Estados Unidos de América, en un principio con el grupo Avá (آوا) y después como director del grupo Shahnâz (شهناز).

## Cualidades artísticas
Siendo la composición la faceta predilecta de Derajshaní, lo que le ha valido sin embargo el aplauso internacional en festivales y producciones radiotelevisivas de numerosos países ha sido su virtuosismo como ejecutante. El crítico musical Mahmud Joshnam cita entre sus principales cualidades la jovialidad y autenticidad de su improvisación, su capacidad innovadora dentro del respeto a la tradición musical persa y la diversidad de voces de sus arreglos orquestales.